# Třída Ghannatha
Třída Ghannatha je třída víceúčelových bojových člunů námořnictva Spojených arabských emirátů. Celkem bylo ve dvou sériích postaveno 24 jednotek této třídy. Mezi hlavní úkoly plavidel patří přeprava výsadku, velení a hlídkování.

## Stavba
Stavba této třídy byla zadána roku 2002 loděnicím Swede Ship Marine a Abu Dhabi ShipBuilding (ADSB) v Mussaffahu. Loděnice Swede Ship Marine poskytla základní konstrukci plavidel a postavila první tři jednotky. Prototypová jednotka byla do služby přijata počátkem roku 2003, přičemž celá první série 12 plavidel byla dokončena v roce 2004.
V roce 2009 byla objednána stavba druhé série 12 plavidel této třídy, z nichž první tři kusy byly opět postaveny ve Švédsku. Součástí kontraktu byla rovněž přestavba plavidel z první série na minometné a dělové čluny. Dodávka druhé série byla dokončena počátkem roku 2015.

## Konstrukce

### Ghannatha I
Trup plavidel je vyroben z hliníkových slitin. Kromě tří členů posádky mohou přepravovat až 42 vojáků. Původní výzbroj tvořily 12,7mm kulomety a námořní miny. Pohonný systém tvoří dva diesely MTU 12V 2000 M90 992 a dvě vodní trysky Rolls-Royce FF550. Nejvyšší rychlost dosahuje 45 uzlů.
Po roce 2009 byla polovina člunů přestavěna na minometná plavidla a druhá polovina na rychlé dělové čluny. Novou výzbroj minometných plavidel tvoří 120mm minometný systém Patria Nemo a jeden 12,7mm kulomet ve zbraňové stanici OTO Melara Hitrole-G. Výzbroj dělových člunů tvoří jeden 27mm kanón Rheinmetall MLG 27 a jeden 12,7mm kulomet ve zbraňové stanici OTO Melara Hitrole-G. Plavidlům zároveň zůstala schopnost přepravovat až 42 vojáků.

### Ghannatha II
Plavidla verze Ghannatha II jsou vlastně malými raketovými čluny. Mají zesílený a mírně prodloužený trup, výkonnější motory MTU 12V 2000 M93 a nesou čtyři lehké protilodní střely Marte Mark 2/N s dosahem 30 km.